# Pakyong
Pakyong est une ville indienne situé dans l'état indien du Sikkim, district du Sikkim oriental.

## Origine du nom
En lepcha, Pakyong signifie "bambou de l'arc", car il était pour eux habituel de nommer un lieu d'après les objets qu'on pouvait y trouver.

## Démographie
Les Népalais, installés pendant la colonisation britannique, forment la majorité de la population. Les Lepchas, qui ont ici leurs racines, et les Bhutias sont aussi présents en quantités non négligeables. On y trouve aussi des Marwaris, des Bengalais et des Bihars.

## Transports
En 2018, Narendra Modi a inauguré le Pakyong Airport (en).

## Économie
La culture du gingembre et la floriculture y sont populaires.

## Cuisine
On y savoure le chhurpi, le momo, le Thukpa, le wonton, le chow mein et le sinkit

## Galerie

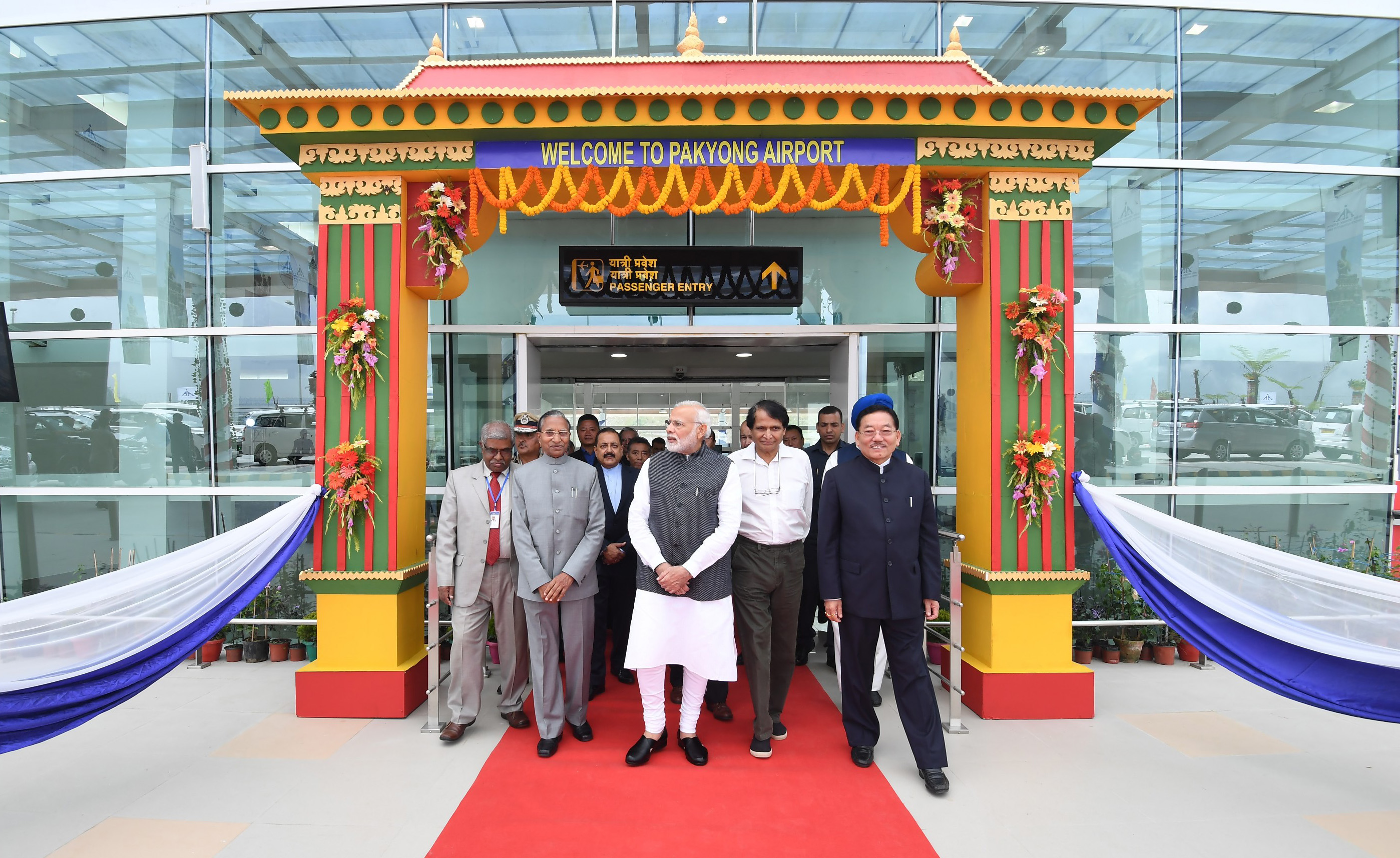
Narendra Modi à l'inauguration de l'aéroport.